# دنیس اسپوزیتو
دنیس اسپوزیتو (انگلیسی: Dennis Esposito؛ زادهٔ ۲۵ ژانویهٔ ۱۹۸۸) بازیکن فوتبال اهل ایتالیا است.
از باشگاه‌هایی که در آن بازی کرده‌است می‌توان به باشگاه فوتبال اینتر میلان، باشگاه فوتبال رجانا، و باشگاه فوتبال مونتسا اشاره کرد.
وی همچنین در تیم ملی فوتبال Italy U-16 بازی کرده‌است.